# Великі Пузирки
Великі Пузи́рки — село в Україні, у Сахновецькій сільській громаді Шепетівського району Хмельницької області. Населення становить 483 особи (2001). Густота населення — 185,13 осіб/км². Розташоване на за 29 км (по автошляху Т 18 04) на південний-схід від м. Ізяслав, та за 85 км (по автошляхах Т 1804, Т 2314, Т 2302 та Т 2311) на північ від обласного центру.

## Відомості про село

### Назва
Відомості з найдавніших часів про село, відтворено зі спогадів старожилів. До монголо-татарського нашестя на Київську Русь існувало село на місцевості, яка нині називається Калиновий Гай (недалеко від с. Тарасівка). Воно називалося Залужжя. На території нинішнього села Великі Пузирки були правічні ліси та болота. Під час мононголо-татарської навали село Залужжя було спалене, а вцілілі його жителі заховалися в лісах та болотах. Коли настало затишшя, вцілілі жителі Залужжя поселилися в лісах і заснували нове село. Назвали його Великі Пузирки, оскільки з боліт виходив болотний газ у вигляді великих пузирів. Звідси і походить назва села.
Сучасна назва села Великі Пузирки збереглася. Село належить до Хмельницької області Шепетівського району. Воно розташоване на 49058/ північної широти, 270 східної довготи. Село примикає до річки Хоморець, на території села є штучне водоймище. Відстань до обласного центру м. Хмельницький 75 км, до м. Ізяслав — 27 км, до залізничної станції Великі Пузирки — 1 км.

### Рельєф
Поверхня села рівнинна, порізана чисельними балками, річковими долинами, ярами. Є невеликі горби. Корисні копалини села мають нерудний характер, представлені будівельними глинами, торфом, пісками. Ґрунти села чорноземні глибокі та середньо суглинкові. Ґрунти родючі, використовуються для вирощування сіл сільськогосподарських культур.
На південь та південний захід від села розміщені горби, які мають місцеву назву Тарасівки. На горбах виявлено кам'яні знаряддя праці: скребки, ножі, наконечники до стріл, списів та інше. Виявлені знаряддя праці можна віднести до нової кам'яної доби. Названі горби, на яких виявлено знаряддя, знаходяться за три кілометри від села. За переказами старожилів навколишня місцевість була лісисто-болотиста. Під час будівництва залізниці Шепетівка — Проскурів (1910—1911 рр.), яка проходить біля села, житель Федорук знайшов зуб мамонта. Жителі села під час добування торфу часто знаходили кістки, зуби вимерлих тварин, а також роги оленів.
Є підстави твердити, що поблизу села відбувалися в різні періоди бої, про що свідчить збережена могила, яка знаходиться біля Кучманівського шляху за три кілометри від села. А село розташоване на ґрунтовому шляху, який об'єднує Старокостянтинів та Ізяслав.

## Історія
До 1861 року селяни були кріпаками польського магната Потоцького. Після скасування кріпацтва більшість земельних угідь продовжували належати Потоцьким аж до революції 1917 року. Всіма господарськими справами відав економ пан Баторський.
Селянство в давні часи займалося землеробством, відбували панщину і платили оброк Потоцьким. Частина селян переселилася в степи Одещини і Херсонщини. Окремі селянські сім'ї виїжджали в Південну Америку.
На початку ХХ століття частина селян відходила на заробітки в Антонівську цукроварню, побудовану Потоцьким, і на будівництво залізниці Шепетівка — Проскурів. Після заснування цукроварні більшість селян перетворилися в поденщиків, які в основному обробляли плантації цукрових буряків.
Населення села в переважній більшості було неписьменне. Після реформ 60-70 років ХІХ ст., у зв'язку з розвитком земств, у селі була відкрита (90-ті рр. ХІХ ст.) церковнопарафіяльна школа, у якій навчалося не більше 20 учнів. Медичних установ в селі не було. Навчання велося російською мовою.
Революційні події 1905 року села дійшли наприкінці 1905 року та на початку 1906 року жителі села — українці та поляки, очолювані більшовицькими агітаторами Жиб'юком М., Федорчуком Т. та іншими організували мітинги, відмовлялися працювати на поміщицьких полях, самочинно рубали поміщицький ліс. Навесні 1906 року було розгромлено садибу економа Баторського.

### ПеріодВизвольних змагань
У 1917—1920 роках село кілька разів переходило із рук до рук. Влітку 1920 року було остаточно окуповане загонами Котовського.

### Міжвоєнний період
На частині колишніх поміщицьких земель було створено комуну в 1928 році, яка в 1929 р. була реорганізована в радгосп. У 1932 році було завершено електрифікацію села та завершено будівництво школи. Колгосп почав формуватись взимку 1930 року. Примусова колективізація була завершена в 1933 році. Селяни не бажали йти до колгоспу та віддавати власне майно.
У 1938 році було споруджено клуб на 500 місць. У 1940 році на території села було побудовано сільмаг і крім цього працювала крамниця.

### РокиРадянсько-Німецької війни
Село було окуповане нацистами в кінці липня 1941 року. Школу перетворили в казарму, де знаходились угорці. Було вивезено в Німеччину до 150 осіб. Під час окупації в 1942 році в селі діяла підпільна комуністична організація, куди входили: вчитель — Мусійчук Василь, Тарабан Володимир та інші. В цьому ж році вони були заарештовані в місті Старокостянтинові і розстріляні. Безпосередньо в селі партизанського загону не було створено, але часто наїжджали партизани з Грицівського району, які слідкували за діями колабораціоністів.
Село зайняли радянські війська в березні 1944 року. Обставини склалися так, що на околиці села і на стації Великі Пузирки був відрізаний обоз німців. Цей обоз пізніше розгромлений радянськими військами.
Після звільнення села всі приміщення колгоспу залишились зруйнованими. Вціліла лише одна конюшня і 5 коней. Весь інвентар зруйнований, зіпсований, техніки не залишилось. Була повністю зруйнована станція Великі Пузирки, непридатна для навчання школа, напівзруйнований клуб. Зовсім було зруйновано сільмаг. У 1944—1945 рр. розпочалась відбудова села.

### Відбудова і розвиток села в повоєнний період
В післявоєнний період неповну середню школу в 1951 році було перетворено в середню школу. В школі працює 26 вчителів. В школі навчається 366 учнів. Працює також середня вечірня школа сільської молоді. При школі є 2 майстерні, створено учнівську виробничу бригаду по профілю рільник-механізатор. Бригада охоплює 58 учнів. в 1963 році дванадцять учнів одержали свідоцтва трактористів. За бригадою закріплено 8 га землі та виділено необхідну техніку. В майбутньому за бригадою буде закріплено 22 га землі.
В післявоєнний період в селі було відбудовано клуб на 500 місць де є стаціонарна кіноустановка. При клубі є бібліотека на 11 тис. книг. В 1968 році бібліотекою користувалося 943 читачі. У селі нараховувалось 417 радіоточок. Створено спортивне товариство «Колгоспник». У селі є медична амбулаторія і пологовий будинок, де працює фельдшер, акушер, дві медсестри.

## Населення

### Мова
Розподіл населення за рідною мовою за даними перепису 2001 року:
| Мова       | Кількість | Відсоток |
| ---------- | --------- | -------- |
| українська | 483       | 100%     |